# Brian Bowditch
Brian Hayward Bowditch (Neath, 1961) è un matematico britannico.
È conosciuto per i suoi contributi alla geometria e alla topologia, particolarmente nelle aree della teoria della geometria dei gruppi e nella topologia a bassa dimensione. Lui è anche conosciuto per aver risolto il problema dell'angelo.
Bowditch detiene la cattedra di Professore ordinario di Matematica all'Università di Warwick.

## Biografia
Brian Bowditch è nato nel 1961 a Neath, Galles. Ha conseguito un B.A. presso l'Università di Cambridge nel 1983.  Successivamente ha proseguito gli studi di dottorato in Matematica presso l'Università di Warwick sotto la supervisione di David Epstein, dove ha conseguito un dottorato di ricerca nel 1988. Bowditch ha poi avuto posizioni post-dottorato e visite presso l'Institute for Advanced Study di Princeton, nel New Jersey, l'Università di Warwick, l'Institut des Hautes Études Scientifiques di Bures-sur-Yvette, l'Università di Melbourne e l'Università di Aberdeen. Nel 1992 ha ricevuto un incarico presso l'Università di Southampton dove è rimasto fino al 2007. Nel 2007 Bowditch si è trasferito all'Università di Warwick, dove ha ricevuto la nomina di professore in matematica.
Bowditch ha ricevuto un Whitehead Prize dalla London Mathematical Society nel 1997 per il suo lavoro nella teoria dei gruppi geometrici e nella topologia geometrica.  Ha tenuto un discorso su invito al Congresso Europeo di Matematica del 2004 a Stoccolma. Bowditch è un ex membro del comitato editoriale della rivista Annales de la Faculté des Sciences de Toulouse ed ex consulente editoriale per la London Mathematical Society.